# Kungliga Vitterhetsakademien
Kungliga Vitterhetsakademien (właśc. Kungliga Vitterhets Historie och Antikvitets Akademien lub Vitterhetsakademien, pol. Królewska Akademia Literatury, Historii i Zabytków) – istniejąca od 1753 placówka naukowa ufundowana przez królową Szwecji, Ludwikę Ulrykę, żonę Adolfa Fryderyka i matkę Gustawa III.
Do 1786, daty powstania Akademii Szwedzkiej, poświęcona była literaturze. Następnie przybrała charakter placówki historycznej i towarzystwa ochrony dziedzictwa historycznego. 